# Tom Cleverley
Thomas William Cleverley (Basingstoke, 12 de agosto de 1989) é um ex-ex-futebolista e atual treinador inglês que atuava como meia. Atualmente, treina o Watford.

## Carreira
Cleverley fez parte do elenco da Seleção Britânica de Futebol da Olimpíadas de 2012.

## Títulos
Leicester City
- Football League One: 2008–09

Manchester United
- Supercopa da Inglaterra: 2011, 2013
- Premier League: 2012–13

### Individual
- Jogador da Temporada do Watford: 2009–10